# Bartramiaceae
Bartramiaceae là một họ rêu thuộc bộ Bartramiales.

## Chi
Các chi được xếp vào họ này bao gồm:
- Anacolia Schimp.
- Bartramia Hedw.
- Bartramidula Bruch & Schimp.
- Breutelia (Bruch & Schimp.) Schimp.
- Conostomum Sw. ex F. Weber & D. Mohr
- Exodokidium Cardot
- Fleischerobryum Loeske
- Flowersia D.G. Griffin & W.R. Buck
- Glyphocarpa R. Br.
- Leiomela (Mitt.) Broth.
- Philonotis Brid.
- Philonotula Hampe
- †Plagiopodopsis E. Britton & Hollick
- Plagiopus Brid.
- Quathlamba Magill